# Франсіско Родрігес (швейцарський футболіст)
Франсіско Родрігес (нім. Francisco Rodríguez, нар. 14 вересня 1995, Цюрих) — швейцарський футболіст, півзахисник клубу «Лугано».

## Клубна кар'єра
Народився 14 вересня 1995 року в місті Цюрих. Вихованець клубу «Вінтертур», за дубль якого навіть зіграв кілька матчів, після чого 2012 року перейшов у «Цюрих», де ще два роки грав за резервну команду.
20 липня 2014 року Франсіско дебютував за основну команду у швейцарській Суперлізі у дербі проти «Грассгоппера» (1:0) і швидко став основним гравцем, зігравши за сезон 38 ігор в усіх турнірах, в яких забив 3 голи.
22 липня 2015 року молодий півзахисник за 1,6 млн. євро перейшов у «Вольфсбург», де вже грав його старший брат Рікардо. Втім на відміну від нього Франсіско закріпитись у німецькому клубі не зумів, виступаючи здебільшого за дубль, а потім взагалі був відданий в оренду в клуб другого дивізіону «Армінія» (Білефельд), після чого в серпні 2016 року відправився знову в оренду, на цей раз на батьківщину в «Люцерн», який у червні 2017 року викупив контракт гравця.
Влітку 2019 року Родрігес став гравцем «Лугано». Станом на 30 жовтня 2019 року відіграв за команду з Лугано 7 матчів в національному чемпіонаті.

## Виступи за збірні
2013 року дебютував у складі юнацької збірної Швейцарії (U-19), загалом на юнацькому рівні взяв участь у 8 іграх.
Протягом 2014—2016 років залучався до складу молодіжної збірної Швейцарії. На молодіжному рівні зіграв у 10 офіційних матчах, забив 1 гол.

## Особисте життя
Його два старші брати Роберто та Рікардо також є професійними швейцарськими футболістами.